# Долженково (Алтайский край)
Долженково — упразднённое село в Бурлинском районе Алтайского края. Входило в состав Асямовского сельсовета. Ликвидировано в 1945 г.

## История
Основано в 1910 году. В 1928 г. деревня Долженко состояла из 34 хозяйств, в составе Асямовского сельсовета Ново-Алексеевского района Славгородского округа Сибирского края. Сельскохозяйственная артель «Майская заря».

## Население
В 1928 году в деревне проживало 164 человека (82 мужчины и 82 женщины), основное население — украинцы.